# Marienburg (Feldioara)
Die Marienburg in Feldioara (deutscher Ortsname ebenfalls Marienburg), im Kreis Brașov in Rumänien, ist eine mittelalterliche Ordensburg des Deutschen Ordens.

## Lage
Die Höhenburg liegt ungefähr 20 Kilometer von Brașov (Kronstadt) entfernt. Sie wurde auf einer Anhöhe errichtet und befindet sich auf ungefähr 497 Meter über dem Meeresspiegel.
Vor Ort erkennt man zwei Befestigungsanlagen, eine westliche und eine östliche. Die östliche ist die alte Burganlage des Deutschen Ordens, welche auch „Ur-Marienburg“ genannt wird (Lage). Die westlich gelegene Anlage gleicht eher einer Stadtbefestigung (Lage) und stellt die Kirchenburg der Ortschaft dar. Die westliche Kirchenburg und die östlich davon gelegenen Überreste der Ordensburg  sind zwei unterschiedliche, nicht miteinander verbundene Anlagen.

## Hintergrund
1211 rief König Andreas II. von Ungarn den Deutschritterorden zur Unterstützung gegen die Kumanen ins Land. Sie sollten die Ostgrenze seines wachsenden Königreiches sichern. Der König genehmigte ihnen zahlreiche Privilegien, darunter Immunität, das Recht auf Selbstverwaltung, sowie die Errichtung steinerner Festungen zur Sicherung der Umgebung. Ihre erste Burggründung wurde noch im selben Jahr inmitten der sumpfigen und bewaldeten Landschaft auf einem Hügel errichtet, auf dem, wie archäologische Funde belegen, schon zuvor Siedlungsaktivitäten stattgefunden hatten. Diese Burg, bei der es sich wohl um den Hauptsitz der Ordensritter handelte, wurde nach der Schutzpatronin des Ordens, der Jungfrau Maria, benannt. Das Verhältnis zum ungarischen König und Adel verschlechterte sich, nachdem der Orden offensichtlich begonnen hatte, eine eigenständige Herrschaft im siebenbürgischen Burzenland aufzubauen. Papst Honorius III. genehmigte dem Orden im Jahr 1223 die Bildung eines eigenen Staates. Daraufhin zwang der ungarische König die Ordensbrüder im Jahr 1225 das Land wieder zu verlassen. Kurz darauf erbauten sie, noch im 13. Jahrhundert, ihre neue  Marienburg am Fluss Nogat im Norden Polens.
1838 wurde der Ort Marienburg (dessen rumänischer Name Feldioara lautet) mit der Ordensburg Marienburg durch ein Erdbeben stark zerstört. Der erhaltene Bestand wird heute unterschiedlich gedeutet. Die eher klassische Deutung geht offenbar davon aus, dass die Ur-Marienburg, also die östliche Befestigungsanlage, den eigentlichen Burgkomplex darstellt, den die Deutschordensbrüder errichteten. Eine andere Deutung geht davon aus, dass die westlich gelegene Befestigungsanlage die Reste der ursprünglichen Marienburg der Deutschordensbrüder darstellt und dass die östliche Befestigungsanlage nur den besser erhaltenen Vorwerkbereich beinhaltet. Eine weitere Deutung geht davon aus, dass die Ur-Marienburg erst von den Siebenbürger Sachsen errichtet wurde.
In den Jahren 2013 bis 2017 erfolgten eine Sanierung und ein weitgehender Wiederaufbau der besagten östlich gelegenen Burgruine.

Ansichten der Ur-Marienburg
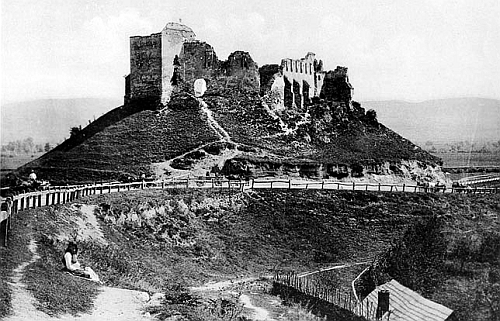
Zustand zum Ende des 19. Jahrhunderts
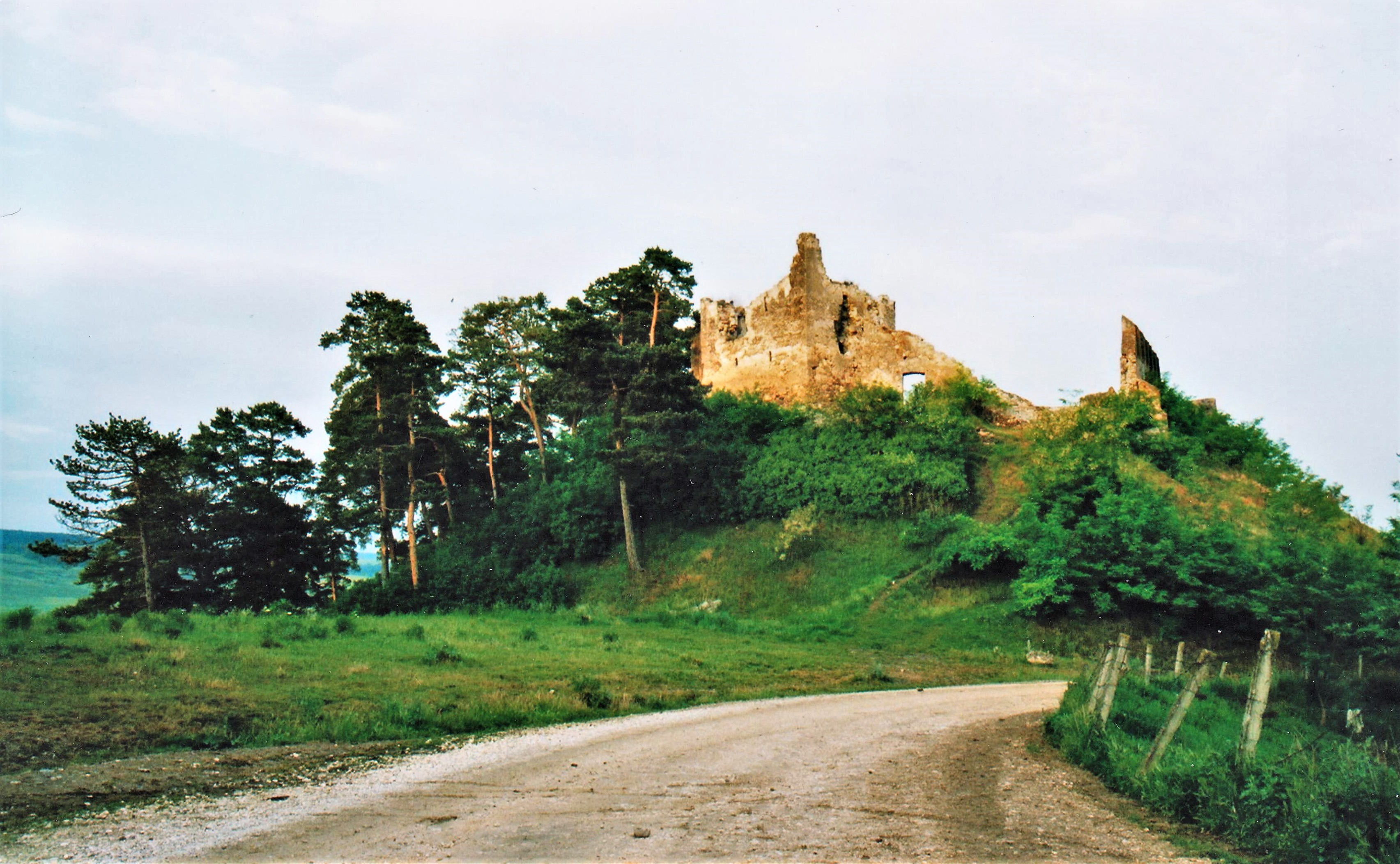
Die Ruine (2007)
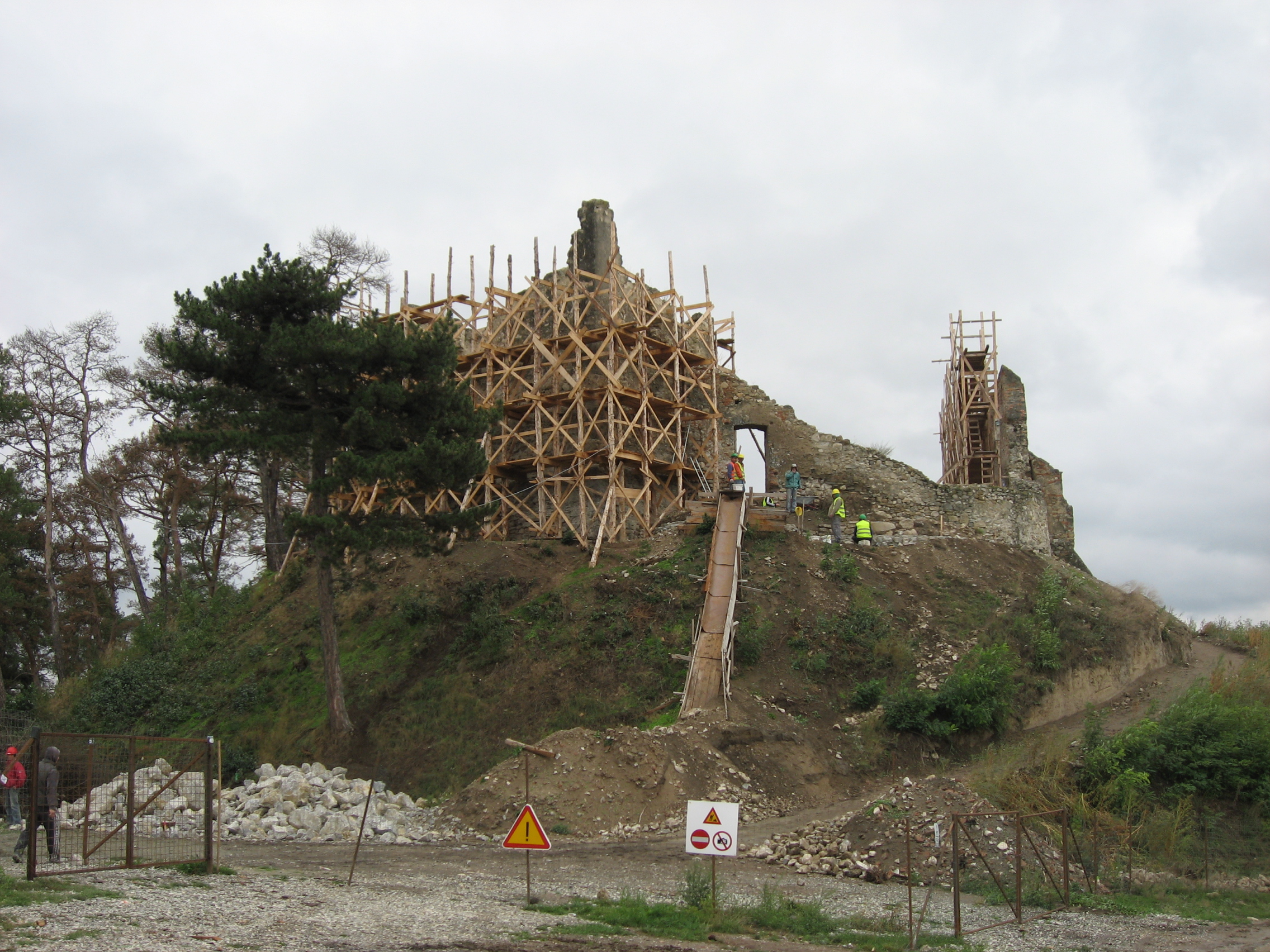
Beginn der Renovierung (2013)
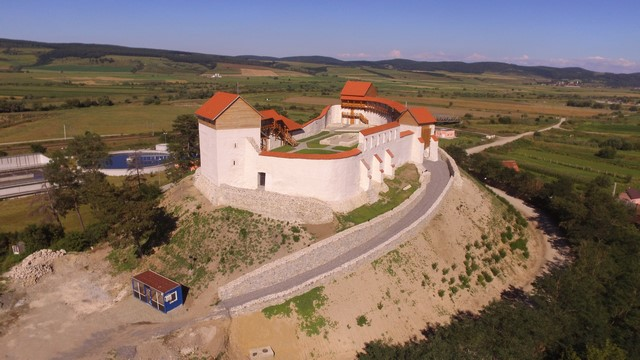
Wieder aufgebaut (2017)
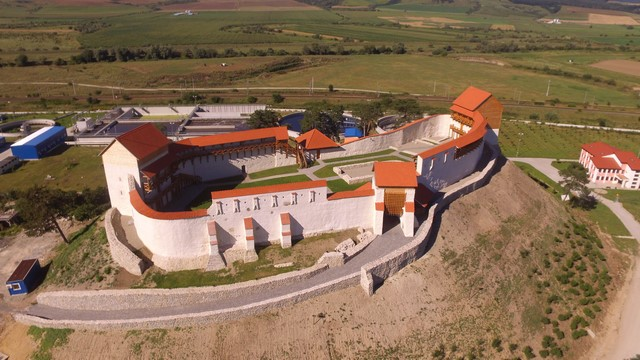
Von Süden (2017)
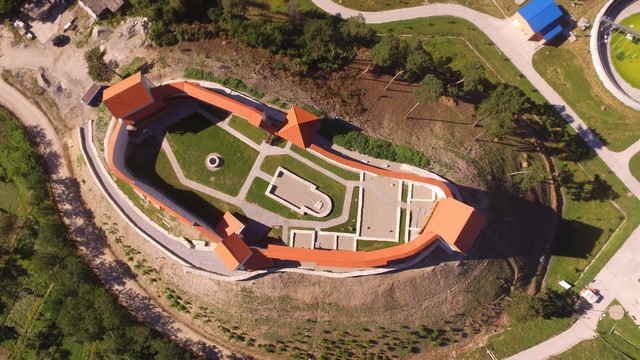
Von oben (2017)